# 全国アンダージュニアボクシング大会
全日本アンダージュニアボクシング大会（ぜんにほんアンダージュニアボクシングたいかい）は、日本ボクシング連盟（JABF）が主催する小学5、6年生と中学生によるボクシング大会である。略称はUJ大会。

## 概要
JABFにおける公式戦はそれまで15歳以上でなければ出場が不可能であったが、2009年より小中学生向けの公式戦として「幼年ボクシング」構想を打ち出し、各地で大会が開かれるようになった。ボクシング界における「幼年」は中学生以下を意味する。
全国大会は当初2010年夏に後楽園ホールで開催される予定であったが、諸事情により2011年3月28日に延期され、さらに東日本大震災の影響で中止となった。
2012年4月1日に全日本幼年ボクシング大会（ぜんにほんようねんボクシングたいかい）として日野市市民の森ふれあいホールで第1回が開催された。
2013年に従来の「幼年」が「アンダージュニア（UJ）」に改称されたのに伴い、翌2014年の第3回は大会名が「全国アンダージュニアボクシング大会」、さらに2015年の第4回より全日本アンダージュニアボクシング大会に改められた。
大会は演技競技と実戦競技に分かれる。演技は男子・女子の2部門、実戦は小学生男子・小学生女子・中学生男子・中学生女子の4部門。
第9回（2020年）と第10回（2021年）はコロナ禍のため中止。
2022年からは中学1・2年生を対象にした全日本アンダージュニアフレッシュボクシング大会が開催されている。

## 階級
演技の部は5階級
実戦の部は小学生は14階級（2014年より、当初は12階級）、中学生は16階級（同15階級）。

## ルール
実戦競技は小学生1分30秒3R、中学生2分3R。

## 開催記録
| 回 | 年月日              | 会場                            | 最優秀選手賞                             | 最優秀選手賞                             | 備考                                              |
| 回 | 年月日              | 会場                            | 中学生                                   | 小学生                                   | 備考                                              |
| -- | ------------------- | ------------------------------- | ---------------------------------------- | ---------------------------------------- | ------------------------------------------------- |
| 1  | 2012年4月1日        | 日野市市民の森ふれあいホール    |                                          |                                          | 全日本幼年大会として開催 全国国公立大学大会と併催 |
| 2  | 2013年2月9日・10日  | 加古川市立日岡山体育館          |                                          |                                          |                                                   |
| 3  | 2014年3月27日-29日  | 芦屋大学                        |                                          |                                          | 大会名改称 全国高校選抜と併催                     |
| 4  | 2015年3月27日-29日  | 近畿大学                        |                                          |                                          |                                                   |
| 5  | 2016年3月25日-27日  | 会津若松市河東総合体育館        |                                          |                                          |                                                   |
| 6  | 2017年3月25日・26日 | 岐阜工業高校                    |                                          |                                          |                                                   |
| 7  | 2018年3月24日・25日 | 宮崎市総合体育館                |                                          |                                          |                                                   |
| 8  | 2019年3月23日・24日 | ALSOKぐんま総合スポーツセンター | 髙橋昴                                   | 望戸紀花                                 |                                                   |
| 9  | 2020年3月20日・21日 | 津幡町総合体育館                | （新型コロナウイルス感染拡大のため中止） | （新型コロナウイルス感染拡大のため中止） | （新型コロナウイルス感染拡大のため中止）          |
| 10 | 2021年3月28日・29日 | とくぎんトモニアリーナ          | （新型コロナウイルス感染拡大のため中止） | （新型コロナウイルス感染拡大のため中止） | （新型コロナウイルス感染拡大のため中止）          |

## 参照
- 第1回全日本幼年ボクシング大会 実施要項 (PDF)